# Guillaume Henri Dufour
Guillaume Henri Dufour (psán též Guillaume-Henri, 15. září 1787 Kostnice - 14. července 1875 Les Eaux-Vives) byl švýcarský generál, inženýr, kartograf, politik a humanitář. Dufour byl prvním generálem v historii švýcarské federální armády. Opevnění, která plánoval, jsou známá jako Dufourova opevnění (Fortifications Dufour). Jako kartograf se zasloužil o vytvoření první podrobné topografické mapy Švýcarska, „Dufourovy mapy“. Jako člen Výboru pěti zřízeného v Ženevě v roce 1863 byl jedním ze zakladatelů Mezinárodního výboru Červeného kříže a jeho prvním prezidentem v letech 1863 až 1864. Napsal také vojenské, vědecké, technické a historické spisy.
Díky své mnohostranné činnosti byl Dufour během svého života nesmírně populární a byl považován za jednoho z nejslavnějších a nejvlivnějších lidí ve Švýcarsku. Už během jeho života byl po něm pojmenován nejvyšší vrchol Švýcarska, Dufourspitze. I dnes je Dufour považován za jednu z nejvýznamnějších osobností historie Švýcarska.